# Josef Loidl
Josef Loidl detto Sepp (Ebensee, 3 giugno 1946) è un ex sciatore alpino austriaco.

## Biografia
Sciatore polivalente, Loidl debuttò in campo internazionale in occasione del Trofeo del Riezlern disputato nella Kleinwalsertal nel 1965, classificandosi 15º nello slalom speciale del 7 febbraio; in Coppa del Mondo esordì il 20 gennaio 1967 a Kitzbühel in discesa libera (33º), ottenne i primi punti il 24 febbraio 1968 a Oslo in slalom gigante (6º) e il miglior piazzamento il 18 gennaio 1971 ad Adelboden nella medesima specialità (4º). Fu il primo primo sciatore originario dell'Alta Austria a gareggiare nel massimo circuito internazionale.
Agli XI Giochi olimpici invernali di Sapporo 1972, sua unica presenza olimpica, si classificò 9º nella discesa libera, 12º nello slalom gigante e non completò lo slalom speciale; in Coppa Europa nella stagione 1972-1973 vinse la classifica di slalom gigante e fu 2º in quella generale e nello stesso anno conquistò l'ultimo piazzamento a punti in Coppa del Mondo, il 3 febbraio a Sankt Anton am Arlberg in discesa libera (7º). Nel massimo circuito internazionale prese per l'ultima volta il via il 26 gennaio 1974 a Kitzbühel in discesa libera (13º) e in Coppa Europa in quella stessa stagione 1973-1974, l'ultima della sua carriera agonistica, Loidl fu 2º sia nella classifica generale sia in quella di discesa libera.

## Palmarès

### Coppa del Mondo
- Miglior piazzamento in classifica generale: 20º nel 1971

### Coppa Europa
- Miglior piazzamento in classifica generale: 2º nel 1973[1] e nel 1974[2]
- Vincitore della classifica di slalom gigante nel 1973[1]

### Campionati austriaci
- 5 medaglie:
  -  3 ori (discesa libera, combinata nel 1970; combinata nel 1972)
  -  1 argento (slalom gigante nel 1970)
  -  1 bronzo (combinata nel 1969)[senza fonte]